# Ross Brown
Ross Brown (Perth, 17 de octubre de 1981) es un deportista australiano que compitió en remo. Ganó cuatro medallas en el Campeonato Mundial de Remo entre los años 2004 y 2011.

## Palmarés internacional
| Campeonato Mundial | Campeonato Mundial        | Campeonato Mundial | Campeonato Mundial      |
| Año                | Lugar                     | Medalla            | Prueba                  |
| ------------------ | ------------------------- | ------------------ | ----------------------- |
| 2004               | Bañolas (España)          | Medalla de bronce  | Ocho con timonel ligero |
| 2007               | Múnich (Alemania)         | Medalla de bronce  | Dos sin timonel ligero  |
| 2010               | Cambridge (Nueva Zelanda) | Medalla de plata   | Ocho con timonel ligero |
| 2011               | Bled (Eslovenia)          | Medalla de oro     | Ocho con timonel ligero |